# ジョン・ダ・シルバ
ジョン・ダ・シルバ（John Da Silva、1934年6月11日 - 2021年4月8日）は、ニュージーランドのプロレスラー。オークランド地方プケコへ出身。
先住民族マオリの血を引くベビーフェイスとして、1960年代後半から1970年代にかけてのニュージーランドのマット界を支えた。

## 来歴
オークランドのYMCAでレスリングのトレーニングを積み、1953年にはニュージーランド選手権で優勝。ボクシングでも活躍し、1955年にオークランドのアマチュア・ヘビー級タイトルを獲得した。 1956年にはメルボルン・オリンピックにレスリングのニュージーランド代表として出場。1958年にはウェールズのカーディフで開催された大英帝国競技大会にも参加し、そのままイギリスに滞在してプロに転向した。
1960年代に入ると英連邦のカナダに進出、トロントでは1960年から1961年にかけて、フレッド・アトキンス、マイク・バレンティノ、スタン・スタージャック、そしてバディ・ロジャースとも対戦している。1961年4月はアメリカ合衆国本土を含む他地区も精力的に転戦し、バンクーバーではミツ荒川、 サンフランシスコ地区ではエンリケ・トーレス、ハワイのホノルルではエドワード・カーペンティアとも対戦した。
その後も英国マットでの活動を経て、1968年にニュージーランドへ凱旋、3月18日にオークランドにてジョージ・ゴーディエンコを破り、新興団体のオールスター・プロレスリングが復活させたNWA英連邦ヘビー級王座を獲得。以降はニュージーランドに定着し、同地のエースとなって活躍。フラッグシップ・タイトルの英連邦ヘビー級王座には、ゴードン・ネルソン、アブドーラ・ザ・ブッチャー、ブルドッグ・ブラワーらを下して、通算6回に渡って戴冠した。1973年12月2日には、オークランドにてジャック・ブリスコのNWA世界ヘビー級王座に挑戦。歴代のNWA世界王者ではホイッパー・ビリー・ワトソンやハーリー・レイス、同じくニュージーランド出身のパット・オコーナーとも対戦した。隣国のオーストラリアでも活躍し、レイ・スティーブンス、スカル・マーフィー、ブルート・バーナード、ロイ・ヘファーナン、ガイ・ミッチェルなどと対戦している。
日本には1968年11月、国際プロレスに初参戦して、ゴーディエンコ、ビル・ロビンソン、ピーター・メイビアらと共に、IWAワールド・シリーズの第1回大会に出場。ゴーディエンコと組んで豊登&サンダー杉山が保持していたTWWA世界タッグ王座にも挑戦した。1974年9月には全日本プロレスに来日、ニュージーランドで抗争を展開していたブッチャーともタッグを組み、ジャイアント馬場やザ・デストロイヤーと対戦した。1976年7月にはパキスタン出身のマジット・アクラ（Majid Ackra）として新日本プロレスのアジア・リーグ戦に出場。予選でアントニオ猪木から不戦勝を得て決勝リーグに進んだが、戦績は振るわなかった。
1977年、ドン・ムラコに敗れ英連邦ヘビー級王座を失い、現役を引退。以降は2005年まで青少年の更生保護活動に取り組み、1994年にはニュージーランドの女王功績メダルを授与された。
2021年4月8日、86歳で死去。

## 得意技
- ストマック・ブロック[2]

## 獲得タイトル
- NWA英連邦ヘビー級王座（ニュージーランド版）：6回[10]